# Fiat-Revelli Modelo 1914
La Fiat-Revelli Modelo 1914 fue una ametralladora media italiana enfriada por agua, producida desde 1914 a 1918. Fue empleada por el Regio Esercito en la Primera Guerra Mundial y también en la Segunda Guerra Mundial en cantidades limitadas. Disparaba el mismo cartucho de 6,5 mm suministrado para el fusil Carcano

## Historia y descripción
.En 1908 un joven inventor italiano solicitó su primera patente sobre una ametralladora; a partir de entonces y durante muchos años este prolífico diseñador de nombre Bethel Abiel Revelli fue prácticamente el sinónimo del diseño de armas automáticas italianas.
Al no haber ninguna perspectiva inmediata de conflicto bélico, no se realizó intento alguno para su fabricación en serie, a excepción de los pocos prototipos hechos a mano y producidos localmente por el inventor. Revelli tempranamente se asoció con la fábrica de automóviles Fiat con sede en Turín, Italia, y fue esta empresa la primera que estuvo lo suficientemente interesada como para hacer un par de modelos de demostración; siendo probada por el ejército italiano en 1913 que declaró que el arma era conveniente para su uso en servicio.
La entrada de Italia en la Primera Guerra Mundial brindó a Revelli y a sus teorías sobre la construcción de ametralladoras una gran oportunidad, que él aprovechó al máximo. Este modelo refrigerado por agua fue producido en gran número por la compañía Fiat junto con muchos otros diseños de este creador de ametralladoras italianas. Las principales armas automáticas de infantería italianas surgieron de los proyectos de prueba y desarrollo iniciados anteriormente por Fiat. Las pruebas habían sido realizadas personalmente por Revelli, que, en ese momento tenía el grado de capitán en reconocimiento a su papel decisivo en el suministro a Italia de una ametralladora de origen autóctono.
Era visualmente, muy parecida a la Maxim, enfriada por agua y con el mismo tipo de trípode, aunque su mecanismo de disparo automático era totalmente diferente.
El mecanismo de disparo automático que había desarrollado Revelli era una ametralladora refrigerada por agua con un cargador de caja, con recámara para el cartucho de fusil de servicio de 6,5 mm y un peso de 17,23 kg sin montura. La cadencia máxima de fuego se fijó oficialmente en 500 disparos por minuto. Era una de las pocas ametralladoras de peso medio que empleaba un cargador en lugar de la cinta habitual. Su método único de alimentación empleaba una caja de metal con 10 compartimentos de 5 balas cada uno, lo que hacía un total de 50 disparos por cargador. El contenedor de munición, cuando se insertaba en el canal de alimentación, estaba construido de tal manera que, después de los primeros cinco disparos, el propio cargador se indexaba sobre un compartimento. Cuando se habían cargado estos cinco cartuchos adicionales, se repetía el proceso hasta que se agotaba todo el contenido sin interrupción del fuego.
Algunas fuentes afirman que tenía una bomba de aceite para lubricar los cartuchos, pero el manual del arma no menciona este aparato y parece que solo una versión de 1930 incorporó brevemente este sistema.
Disparaba el cartucho italiano estándar 6,5 x 52 Mannlicher-Carcano, pesaba 17 kg (su trípode pesaba 21,5 kg) y tenía una cadencia de 400-500 disparos/minuto, considerada bastante baja para este tipo de ametralladoras.
Una característica interesante era la presencia de un selector de disparo, que le permitía disparar en modo semiautomático o automático.
Fue la base para la Fiat-Revelli Modelo 1935.